# Associação de Futebol de Bragança
Associação de Futebol de Bragança (AFB) é o organismo que tutela as competições, clubes e atletas do Distrito de Bragança.

## História
A Associação de Futebol de Bragança foi fundada em 30 de setembro de 1930, e que foi filiando-se na Federação Portuguesa de Futebol em 24 de janeiro de 1931. Em 1940 a AF Bragança enfrentou uma profunda crise organizativa, impedindo a organização de competições e levando os clubes de Bragança a filiarem-se na Associação de Futebol de Vila Real. Em 11 de fevereiro de 1953 a AF Bragança foi refundada, publicando-se os seus Estatutos no Diário da Republica a de 11 de junho.
Refiliou-se na FPF em janeiro de 1954 durante um Congresso da Federação Portuguesa de Futebol, realizado nessa data.
A Associação, foi classificada com o Estatuto de pessoa Colectiva de Utilidade Pública em 25 de Setembro de1999.

## Sede
A Associação de Futebol de Bragança é sediada em Bragança no Bairro do Fundo de Fomento de Habitação
Bloco C - Entrada 1.

## Competições
A Associação de Futebol de Bragança é responsável pela organização de Campeonatos Distritais de Futebol e Futsal de seniores e jovens, no Distrito de Bragança. Ao nível de futebol de seniores organiza anualmente o Campeonato Distrital - Divisão de Honra, e a Taça da AF Bragança.

### Divisão de Honra 2022-2023
| Clube                                           | Localidade           |
| ----------------------------------------------- | -------------------- |
| Forte Carrazedense                              | Carrazeda de Ansiães |
| Vila Flor Sport Clube                           | Vila Flor            |
| Futebol Clube de Vinhais                        | Vinhais              |
| Clube Desportivo e Cultural de Carção           | Carção               |
| Associação dos Estudantes Africanos em Bragança | Bragança             |
| Grupo Desportivo Mirandês                       | Miranda do Douro     |
| Lusos Macedo de Cavaleiros SAD                  | Macedo de Cavaleiros |
| Clube Atlético de Macedo de Cavaleiros          | Macedo de Cavaleiros |
| Centro Cultural Desportivo Minas de Argozelo    | Vimioso              |
| Associação Desportiva e Cultural de Rebordelo   | Vinhais              |
| Grupo Desportivo Torre de Moncorvo              | Torre de Moncorvo    |
| Sport Clube de Mirandela                        | Mirandela            |

## Competições AF de Bragança
| Season  | Divisão Honra                                | Taça                    | Campeão Junior          | Campeão Juvenil    | Campeão Iniciados       | Campeão Infantil        | Campeão Benjamins       |
| ------- | -------------------------------------------- | ----------------------- | ----------------------- | ------------------ | ----------------------- | ----------------------- | ----------------------- |
| 2024/25 | SC Mirandela                                 |                         |                         |                    |                         |                         |                         |
| 2023/24 | GD Bragança                                  | GD Bragança             | SC Mirandela            | SC Mirandela       | FC Mãe d'Água           | Esc. Crescer            | SC Mirandela            |
| 2022/23 | SC Mirandela                                 | SC Mirandela            | GD Bragança             | GD Bragança        | Esc. Crescer            | Esc. Crescer            | FC Mãe d'Água           |
| 2021/22 | GD Bragança                                  | GD Sendim               | SC Mirandela            | ADSP Vale do Conde | SC Mirandela            | Esc. Crescer            | FC Mãe d'Água           |
| 2020/21 | CA Macedo de Cavaleiros                      | Não Concluído           | Não Concluído           | Não Concluído      | Não Concluído           | Não Concluído           | Não Concluído           |
| 2019/20 | Águia FC Vimioso (Decisão da FPF - Covid 19) | Não Concluído           | Não Concluído           | Não Concluído      | Não Concluído           | Não Concluído           | Não Concluído           |
| 2018/19 | GD Bragança                                  | GD Bragança             | FC Ansiães              | GD Bragança        | ADSP Vale do Conde      | ADSP Vale do Conde      | SC Mirandela            |
| 2017/18 | GD Mirandês                                  | FC Vinhais              | GD Bragança             | GD Cachão          | GD Cachão               | ADSP Vale do Conde      | Esc. Crescer            |
| 2016/17 | Argozelo                                     | Argozelo                | Vinhais                 | GD Bragança        | ADSP Vale do Conde      | GD Cachão               | ADSP Vale do Conde      |
| 2015/16 | Águia Vimioso                                | GD Sendim               | GD Bragança             | GD Cachão          | GD Cachão               | SC Mirandela            | GD Cachão               |
| 2014/15 | Minas de Argozelo                            | Águia de Vimioso FC     | GD Moncorvo             | Montes Vunhais     | GD Bragança             | GD Cachão               | GD Cachão               |
| 2013/14 | GD Torre de Moncorvo                         | Minas de Argozelo       |                         | GD Bragança        | Aguia FC                | Esc. Crescer            | SC Mirandela            |
| 2012/13 | Vila Flôr                                    | GD Torre de Moncorvo    | GD Torre de Moncorvo    | CA Macedo          | GD Cachão               | FC Mãe d'Água           | GD Cachão               |
| 2011/12 | Minas de Argozelo                            | Rebordelo               | GD Bragança             | GD Bragança        | GD Bragança             | Esc. Crescer            | SC Mirandela            |
| 2010/11 | GD Torre de Moncorvo                         | GD Torre de Moncorvo    | GD Cachão               | SC Mirandela       | FC Mãe d'Água           | GD Mirandês             | SC Mirandela            |
| 2009/10 | Minas de Argozelo                            | GD Mirandês             | GD Torre de Moncorvo    | GD Bragança        | SC Mirandela            | GD Mirandês             | Esc. Crescer            |
| 2008/09 | Morais FC                                    | Morais FC               | GD Bragança             | GD Cachão          | GD Bragança             | GD Bragança             | SC Mirandela            |
| 2007/08 | FC Mãe d'Água                                | Águia de Vimioso FC     | SC Mirandela            | GD Bragança        | CA Macedo de Cavaleiros | GD Bragança             | Esc. Crescer            |
| 2006/07 | Morais FC                                    | GD Mirandês             | GD Moncorvo             | SC Mirandela       | GD Bragança             | Esc. Crescer            | GD Bragança             |
| 2005/06 | CA Macedo de Cavaleiros                      | CA Macedo de Cavaleiros | GD Bragança             | GD Bragança        | GD Bragança             | CA Macedo de Cavaleiros | Esc. Crescer            |
| 2004/05 | Vinhais                                      | CA Macedo de Cavaleiros | GD Moncorvo             | SC Mirandela       | SC Mirandela            | CA Macedo de Cavaleiros | GD Bragança             |
| 2003/04 | Mogadourense                                 | CA Macedo de Cavaleiros | CA Macedo de Cavaleiros | GD Moncorvo        | GD Bragança             | GD Bragança             | CA Macedo de Cavaleiros |
| 2002/03 | Rebordelo                                    | CA Macedo de Cavaleiros |                         |                    |                         |                         |                         |
| 2001/02 | SC Mirandela                                 | SC Mirandela            |                         |                    |                         |                         |                         |
| 2000/01 | Macedo Cavaleiros                            | CA Macedo de Cavaleiros |                         |                    |                         |                         |                         |
| 1999/00 | GD Mirandês                                  | CA Macedo de Cavaleiros |                         |                    |                         |                         |                         |
| 1998/99 | GD Torre de Moncorvo                         | GD Mirandês             |                         |                    |                         |                         |                         |
| 1997/98 | GD Mirandês                                  | FC Carrezeda            |                         |                    |                         |                         |                         |
| 1996/97 | CA Macedo de Cavaleiros                      | FC Carrezeda            |                         |                    |                         |                         |                         |
| 1995/96 | CA Macedo de Cavaleiros                      | GD Sendim               |                         |                    |                         |                         |                         |
| 1994/95 | FC Mogadourense                              | Não se realizou         |                         |                    |                         |                         |                         |
| 1993/94 | SC Mirandela                                 | Não se realizou         |                         |                    |                         |                         |                         |
| 1992/93 | CA Macedo de Cavaleiros                      | Não se realizou         |                         |                    |                         |                         |                         |
| 1991/92 | FC Mãe d'Água                                | Não se realizou         |                         |                    |                         |                         |                         |
| 1990/91 | GD Torre de Moncorvo                         | GD Torre de Moncorvo    |                         |                    |                         |                         |                         |
| 1989/90 | FC Mogadourense                              | GD Torre de Moncorvo    |                         |                    |                         |                         |                         |
| 1988/89 | SC Mirandela                                 |                         |                         |                    |                         |                         |                         |
| 1987/88 | GD Torre de Moncorvo                         |                         |                         |                    |                         |                         |                         |
| 1986/87 | GD Mirandês                                  |                         |                         |                    |                         |                         |                         |
| 1985/86 | FC Vinhais                                   |                         |                         |                    |                         |                         |                         |
| 1984/85 | GD Cachão                                    |                         |                         |                    |                         |                         |                         |
| 1983/84 | CA Macedo de Cavaleiros                      |                         |                         |                    |                         |                         |                         |
| 1982/83 | FC Mogadourense                              |                         |                         |                    |                         |                         |                         |
| 1981/82 | CA Macedo de Cavaleiros                      |                         |                         |                    |                         |                         |                         |
| 1980/81 | GD Sendim                                    |                         |                         |                    |                         |                         |                         |
| 1979/80 | CA Macedo de Cavaleiros                      |                         |                         |                    |                         |                         |                         |
| 1978/79 | CA Macedo de Cavaleiros                      |                         |                         |                    |                         |                         |                         |
| 1977/78 | CA Macedo de Cavaleiros                      |                         |                         |                    |                         |                         |                         |
| 1976/77 | CA Macedo de Cavaleiros                      |                         |                         |                    |                         |                         |                         |
| 1975/76 | CA Macedo de Cavaleiros                      |                         |                         |                    |                         |                         |                         |
| 1974/75 | SC Mirandela                                 |                         |                         |                    |                         |                         |                         |
| 1973/74 | GD Torre de Moncorvo                         |                         |                         |                    |                         |                         |                         |
| 1972/73 | GD Bragança                                  |                         |                         |                    |                         |                         |                         |
| 1971/72 | GD Torre de Moncorvo                         |                         |                         |                    |                         |                         |                         |
| 1970/71 | GD Bragança                                  |                         |                         |                    |                         |                         |                         |
| 1969/70 | CA Macedo de Cavaleiros                      |                         |                         |                    |                         |                         |                         |
| 1968/69 | GD Torre de Moncorvo                         |                         |                         |                    |                         |                         |                         |
| 1967/68 | GD Bragança                                  |                         |                         |                    |                         |                         |                         |
| 1966/67 | SC Mirandela                                 |                         |                         |                    |                         |                         |                         |
| 1965/66 | SC Mirandela                                 |                         |                         |                    |                         |                         |                         |
| 1964/65 | SC Mirandela                                 |                         |                         |                    |                         |                         |                         |
| 1963/64 | GD Bragança                                  |                         |                         |                    |                         |                         |                         |
| 1962/63 | SC Mirandela                                 |                         |                         |                    |                         |                         |                         |
| 1961/62 | GD Bragança                                  |                         |                         |                    |                         |                         |                         |
| 1960/61 | GD Bragança                                  |                         |                         |                    |                         |                         |                         |
| 1959/60 | GD Bragança                                  |                         |                         |                    |                         |                         |                         |
| 1958/59 | SC Mirandela                                 |                         |                         |                    |                         |                         |                         |
| 1957/58 | GD Bragança                                  |                         |                         |                    |                         |                         |                         |
| 1956/57 | GD Bragança                                  |                         |                         |                    |                         |                         |                         |
| 1955/56 | SC Mirandela                                 |                         |                         |                    |                         |                         |                         |
| 1954/55 | SC Mirandela                                 |                         |                         |                    |                         |                         |                         |
| 1953/54 | SC Mirandela                                 |                         |                         |                    |                         |                         |                         |

## Clubes nos escalões nacionais
Na época 2022-23, a Associação de Futebol de Bragança tem os seguintes representantes nos campeonatos nacionais:
- No Campeonato de Portugal:
  - Série A: Bragança